# Lambertiaster
Lambertiaster is een geslacht van uitgestorven zee-egels uit de familie Aeropsidae.

## Soorten
- Lambertiaster douvillei Gauthier, 1892 † Campanien-Maastrichtien, Tunesië.